# Jacopo Riccati
Jacopo Francesco Riccati (Veneza, 28 de maio de 1676 — Treviso, 15 de abril de 1754) foi um matemático e físico italiano que efetuou trabalhos sobre hidráulica que foram muito importantes para a cidade de Veneza. Considerou diversas classes de equações diferenciais mas é conhecido principalmente pela Equação de Riccati, da qual ele fez um elaborado estudo e deu soluções em alguns casos especiais.

## Carreira
Riccati recebeu várias ofertas acadêmicas, mas recusou-as a fim de dedicar toda a sua atenção ao estudo da análise matemática por conta própria. Pedro, o Grande, o convidou para ir à Rússia como presidente da Academia de Ciências de São Petersburgo. Ele também foi convidado para ir a Viena como conselheiro imperial e recebeu uma oferta de professor na Universidade de Pádua. Ele recusou todas essas ofertas.

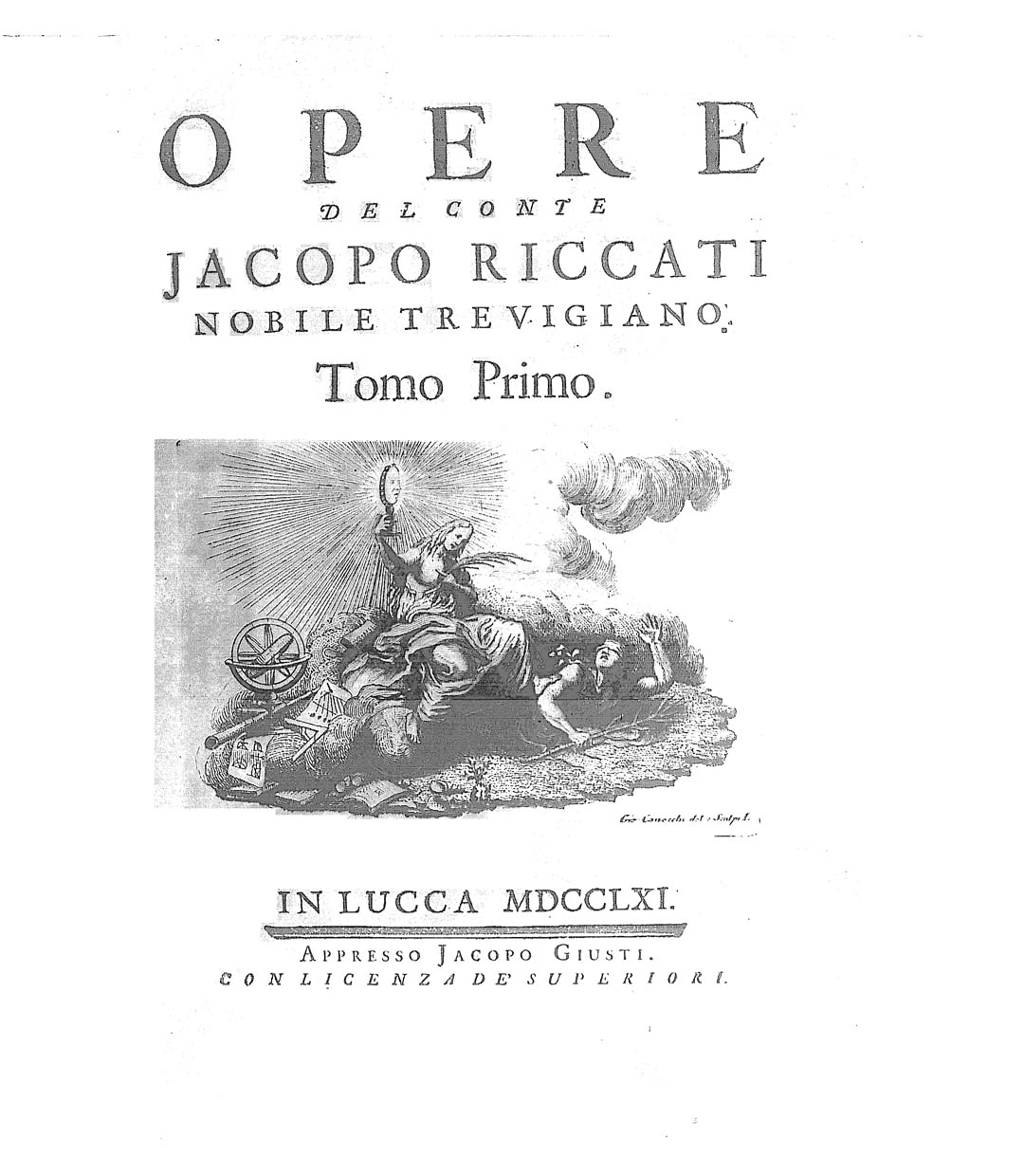
Opere, 1761

Ele foi frequentemente consultado pelo Senado de Veneza sobre a construção de canais e diques ao longo dos rios.
Alguns de seus trabalhos sobre multinomiais foram incluídos por Maria Gaetana Agnesi, a pedido de Riccati, no livro sobre cálculo integral de suas instituições analíticas.
A equação de Riccati, leva o seu nome.

## Trabalhos
- [Opere] (em italiano). 1. Lucca: Iacopo Giusti. 1761
- [Opere] (em italiano). 2. Lucca: Iacopo Giusti. 1762
- [Opere] (em italiano). 3. Lucca: Iacopo Giusti. 1764
- [Opere] (em italiano). 4. Lucca: Giuseppe Rocchi. 1765